# Giuseppe Volpecina
Giuseppe Volpecina (Caserta, Italia, 1 de mayo de 1961) es un exfutbolista italiano. Se desempeñaba como defensa.

## Trayectoria
Volpecina comenzó su carrera de futbolista en las categorías inferiores de Casertana y Napoli. Debutó con el primer equipo napolitano en 1979, totalizando 3 presencias durante su primera temporada. El año siguiente fue cedido en préstamo al Palermo, donde permaneció cuatro temporadas, jugando 133 partidos y marcando 6 goles. En 1984 fue cedido al Pisa Calcio (73 partidos y 3 goles). En 1986 volvió al Napoli, participando en la conquista del primer Scudetto del conjunto partenopeo y de su tercera Copa de Italia.
Sin embargo, en la temporada siguiente fue transferido al Hellas Verona, para luego fichar por la Fiorentina. Con los viola jugó la final de la Copa de la UEFA 1989-90, perdida frente a la Juventus. Se retiró en el club de su ciudad natal, la Casertana, en 1992.

## Clubes
| Club             | País   | Año         |
| ---------------- | ------ | ----------- |
| SSC Napoli       | Italia | 1979 - 1980 |
| US Palermo       | Italia | 1980 - 1984 |
| Pisa Calcio      | Italia | 1984 - 1986 |
| S. S. C. Napoli  | Italia | 1986 - 1987 |
| Hellas Verona FC | Italia | 1987 - 1989 |
| AC Fiorentina    | Italia | 1989 - 1991 |
| US Casertana     | Italia | 1991 - 1992 |

## Palmarés

### Campeonatos nacionales
| Título         | Club        | País   | Año         |
| -------------- | ----------- | ------ | ----------- |
| Serie B        | Pisa Calcio | Italia | 1984 - 1985 |
| Serie A        | SSC Napoli  | Italia | 1986 - 1987 |
| Copa de Italia | SSC Napoli  | Italia | 1986 - 1987 |